# Пхунцоґ Намґ'ял
Пхунцоґ Намґ'ял (тиб. ཕུན་ཚོགས་རྣམ་རྒྱལ།) — перший чоґ'ял (монарх) Сіккіму, засновник єдиної династії Сіккіму, що правила до 1975 року, коли Сіккім увійшов до складу Індії як новий штат.

## Життєпис
Пунцоґ Намґ'ял народився в Ґанґтокі, його батьком був Гуру Тенсунґ, правитель народу бхутія, нащадок в тринадцятому поколінні принца Кх'є Бумса (Гуру Таші), що прийшов до Сіккіму з Тибету. Після смерті батька Пунцоґ Намґ'ял сам став правителем народу бхутія. У 1642 році його було обрано як чоґ'яла і короновано трьома шанобливими ламами Сіккіму, які, один з півночі, один із заходу і один з півдня, незалежно один від одного прийшли до Юксому. Правління чоґ'ялів було передбачене Гуру Рінпоче, що розповсюдив в Сіккімі буддизм, у VIII столітті.
Пунцоґ Намґ'ял був визнаний правителем Сіккіму далай-ламою, що надіслав йому шовковий шарф зі своєю печаткою. Пунцоґ Намґ'ял встановив буддизм як державну релігію Сіккіму і сприяв утворенню монастирів. Він правив з Юксому, що став першою столицею Сіккіму. При Пунцозі Намґ'ялі Сіккім, що займав істотно більшу територію, ніж зараз, був роздільний на дванадцять дзонґів (округів), якими керували дзонґпони (губернатори).
Його дружина походила з тибетської знаті. Його син, Тенсунґ Намґ'ял, в 1670 році успадковував трон чоґ'ьяла.